# Mammillaria theresae
Espèce
Statut de conservation UICN

 CR B1ab(v) : 
En danger critique
Statut CITES
Mammillaria theresae est une espèce de cactus (Cactaceae) du genre Mammillaria découverte au printemps 1966 dans la région de Durango au Mexique par Mme Theresa Bock à qui cette plante naine doit son nom.

## Description
C'est en partant en vacances sur la route d'El Paso à Mexico que deux amateurs américains de cactus, John et Theresa Bock, découvrent des fleurs rouges sur le sol qui dissimulent un minuscule cactus qui a la particularité d'être enfoui sous le sol en période de repos et n'est visible qu'à la floraison. Elle est peu ramifiée en forme de petite massue d'un maximum de 4 cm de hauteur et de 2 cm d'épaisseur. Ses aréoles portent entre 22 et 30 épines plumeuses.
Ses fleurs au bout d'une tige vert-olive sont beaucoup plus grandes que le reste et mesurent 4,5 cm de longueur. Elles sont en forme d'entonnoir et de couleur rose carmin foncé.

## Habitat
Mammillaria theresae croît dans les hauteurs du col de Coneto entre 2 100 et 2 400 mètres d'altitude.

## Culture
Mammillaria theresae ne supporte aucune humidité et aucun hivernage au froid. Des cultivars existent avec d'autres couleurs de fleurs (blanches ou tirant sur le mauve).

## Synonymes et variétés

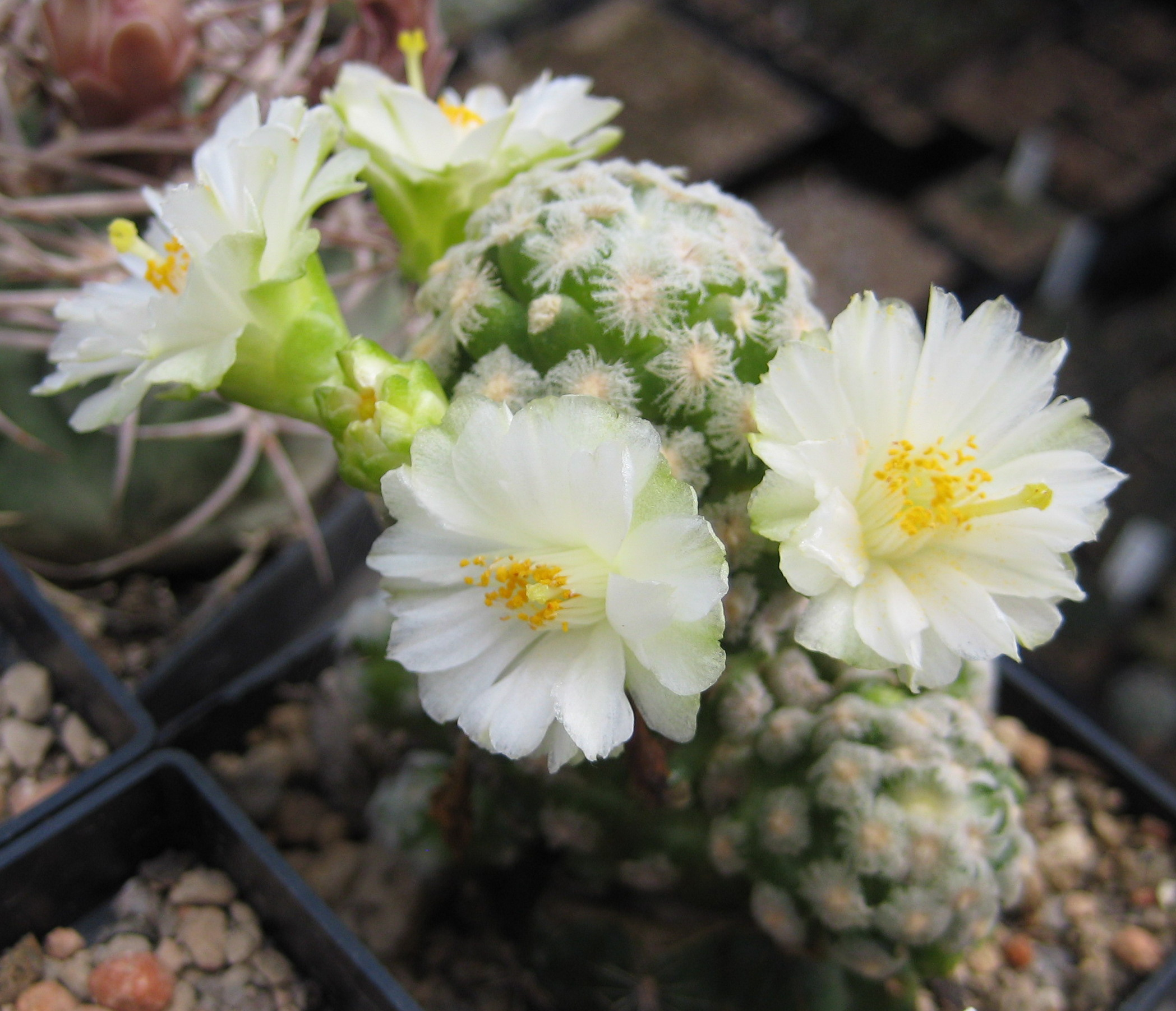
Cultivar Mamillaria theresae × albiflora

- Mammillaria saboae var. theresae (Cutak) G.D.Rowley (1979)
- Cochemiea theresae (Cutak) Doweld (2000).